# Station London Bridge
Station London Bridge is een station van de Network Rail en de metro van Londen aan de Northern en Jubilee Line. Het trein- en metrostation, dat in 1836 is geopend, ligt in de wijk Southwark. Het metrostation opende in 1900 als onderdeel van de huidige Northern Line. Bij de opening van de uitbreiding van de Jubilee Line in het zuidoosten van Londen op 7 oktober 1999 werd dit deel van het station, met twee bijkomende perrons in gebruik genomen.
Stanmore ·
Canons Park ·
Queensbury ·
Kingsbury ·
Wembley Park ·
Neasden ·
Dollis Hill ·
Willesden Green ·
Kilburn ·
West Hampstead ·
Finchley Road ·
Swiss Cottage ·
St. John's Wood ·
Baker Street ·
Bond Street ·
Green Park ·
Westminster ·
Waterloo ·
Southwark ·
London Bridge ·
Bermondsey ·
Canada Water ·
Canary Wharf ·
North Greenwich ·
Canning Town ·
West Ham ·
Stratford